# Hagfors
Hagfors er et byområde i Hagfors kommun i Värmlands län i Sverige. I 2010 var indbyggertallet 5.146.